# Callopsylla beishanensis
Callopsylla beishanensis är en loppart som beskrevs av Wu Wenzhen, Ni Guoxiang et Wu Houyoung 1986. Callopsylla beishanensis ingår i släktet Callopsylla och familjen fågelloppor. Inga underarter finns listade i Catalogue of Life.